# Christian Boltanski
Christian Boltanski (París, 6 de septiembre de 1944-París, 14 de julio de 2021) fue un artista francés conocido por sus instalaciones, aunque también desarrolló la fotografía, el cine y la escultura.

## Biografía
Hijo de madre cristiana y padre judío y hermano del sociólogo Luc Boltanski, vivió el final de la Segunda Guerra Mundial y la catástrofe después de esta, lo cual quedará marcado en su obra. Después de una adolescencia sin escolarización, debido a sus problemas de adaptación en el colegio y sin haber recibido una verdadera formación artística, Christian Boltanski comenzó a pintar de forma autodidacta en 1958, cuando tenía 14 años. En 1968 comenzó a trabajar con la fotografía y realizó su primera exposición individual: La vie impossible de Christian Boltanski en el Théâtre le Ranelagh, París.
Trabajó y vivió en Malakoff.  Ileana Sonnabend,  gran galerista de New York, lo ayudó a exponer sus instalaciones en los Estados Unidos y allí se hizo conocido internacionalmente.
Falleció en París el 14 de julio de 2021 a los setenta y seis años.

## Obra
- Les tombeaux, 1999 [4]

*La chambre ovale, 1967
• L'Homme qui tousse, 1969
• Essai de reconstitution (Trois tiroirs), 1970-1971
• Vitrine de référence, 1971
• Saynètes comiques, 1974
• Composition théâtrale, 1981
• Les archives de C.B. 1965-1988, 1989
• Réserve, 1990

## Publicaciones
- Boltanski, C. (2002). Vie Impossible: What People Remember about Him. Verlag Der Buchhandlung Walther Konig.
- Boltanski, C. (1996). Christian Boltanski: adviento y otros tiempos . Centro Galego de Arte Contemporánea.

## Galeria

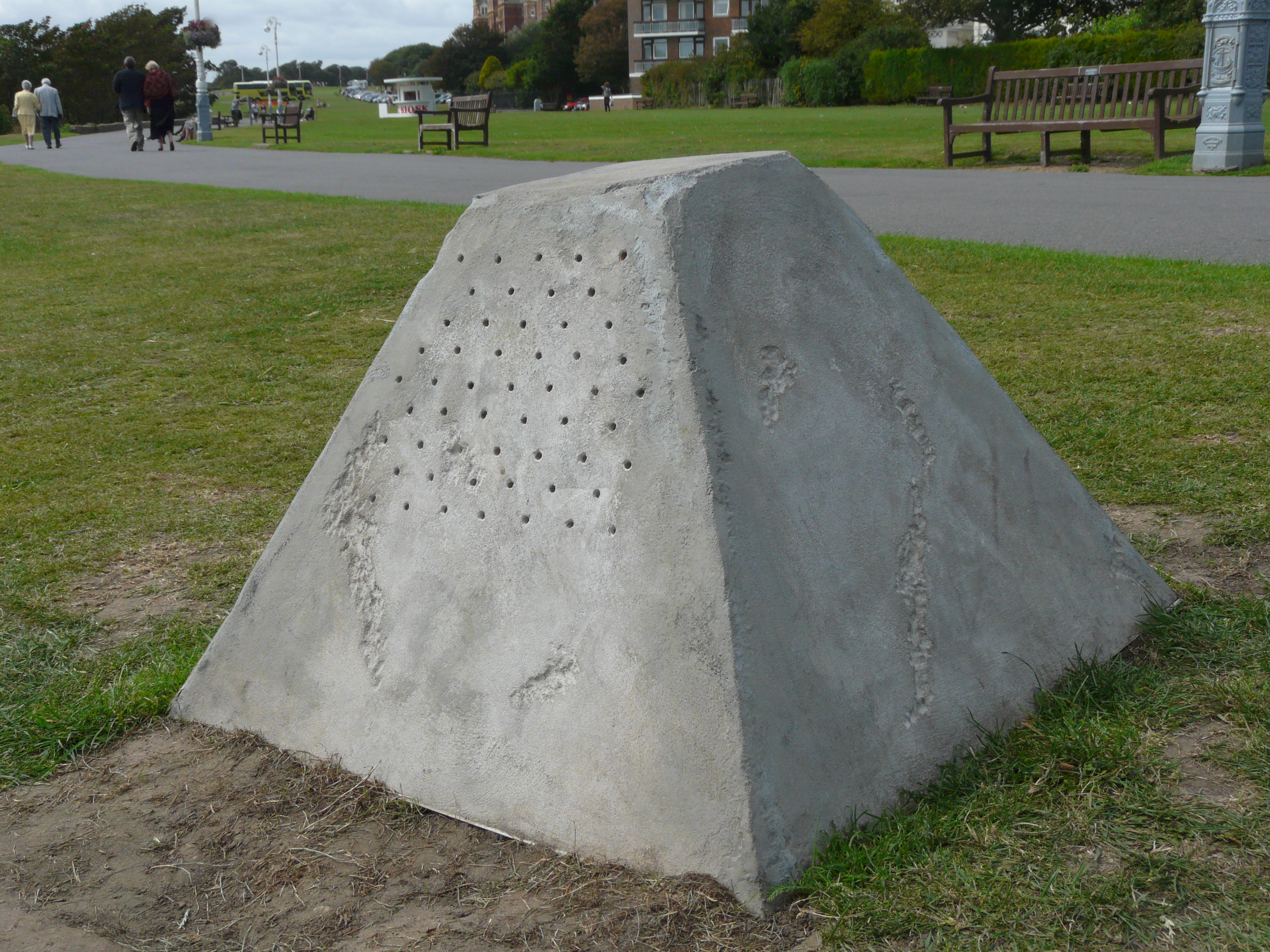
Instalación sonora The Whispers, Folkestone Triennal (2008)
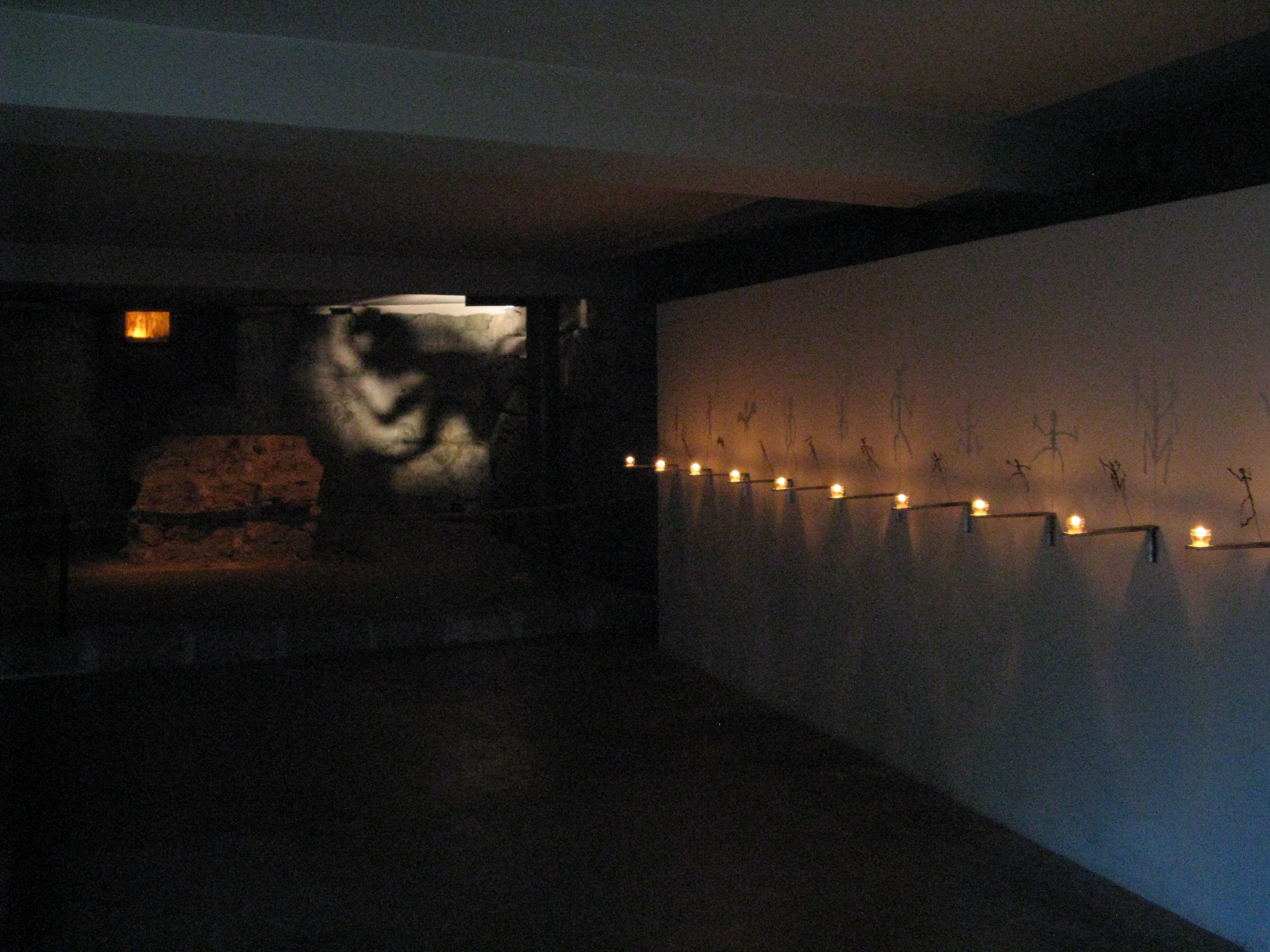
Vanitas, Salzburger Dom 2008.
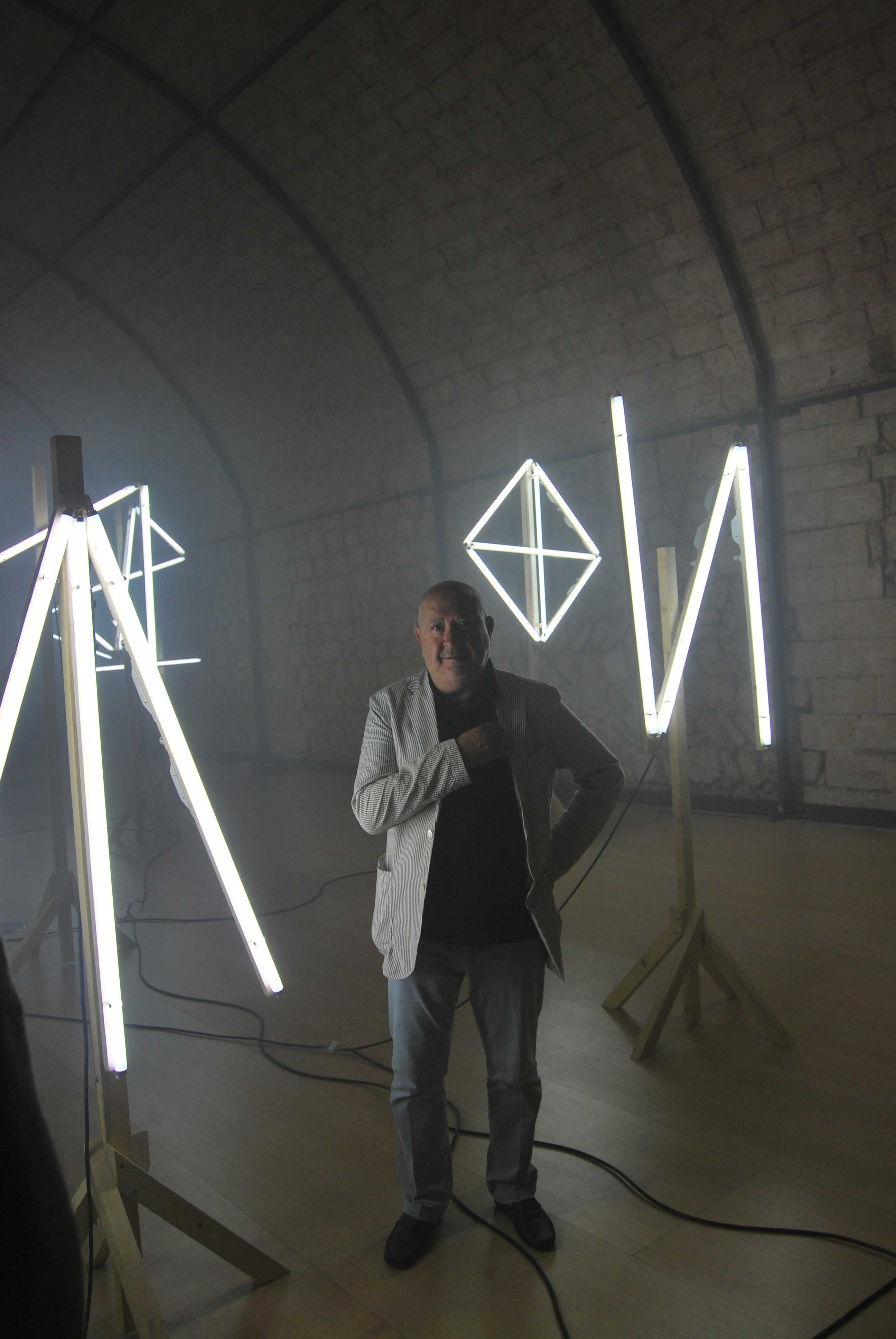
Signatures, 2011.
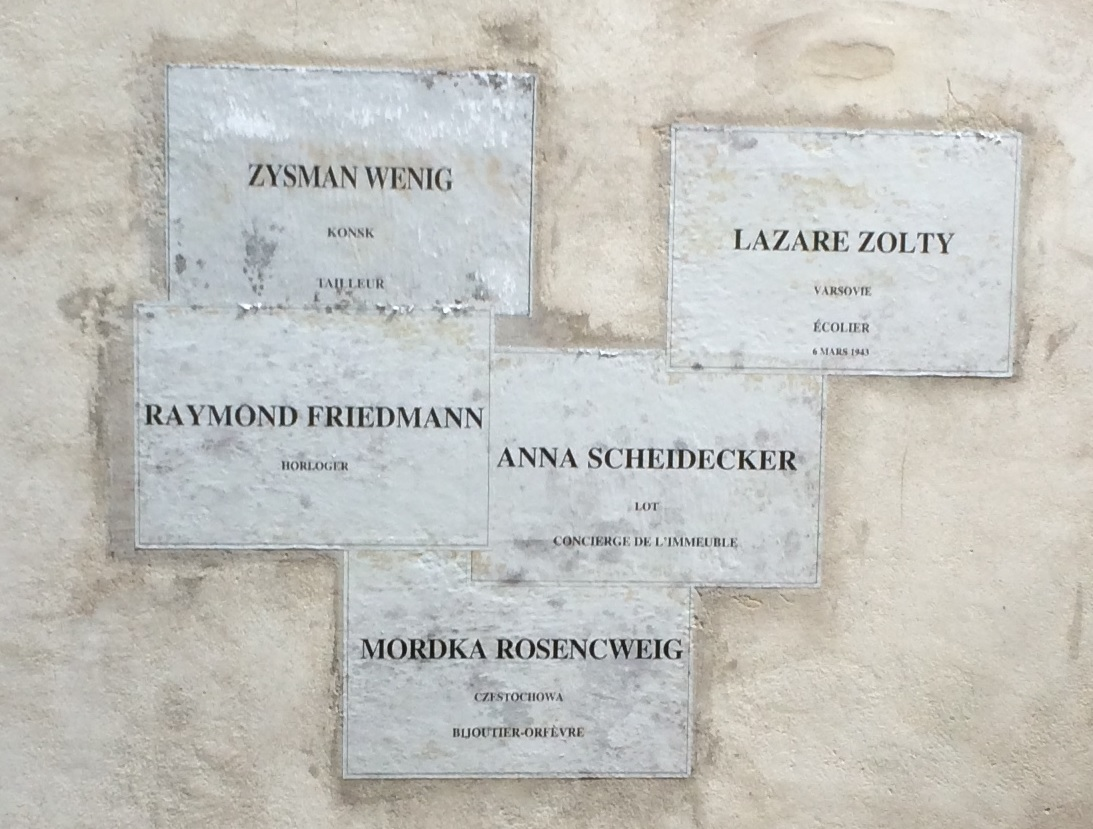
The inhabitants of the Hôtel de Saint-Aignan in 1939 (1998) – Musée d'Art et d'Histoire du Judaïsme.
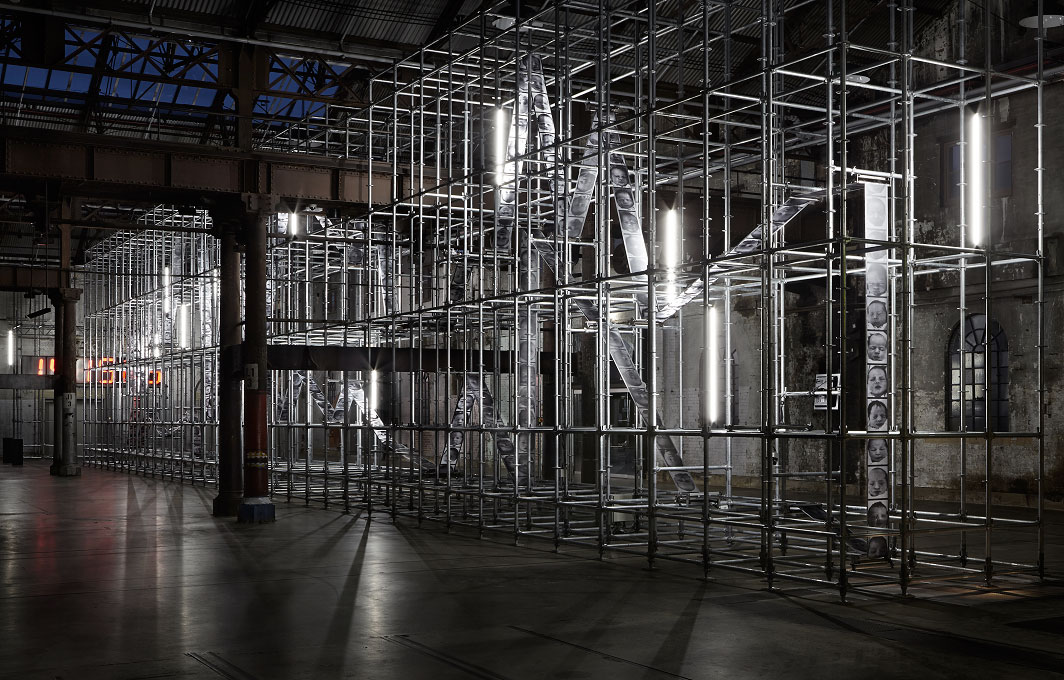
Chance, 2014.
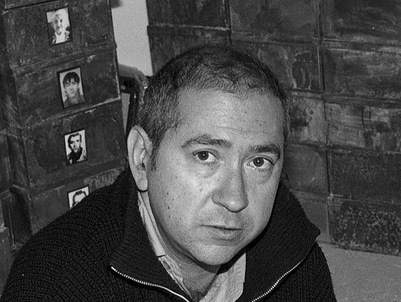
Christian Boltanski, 1990.
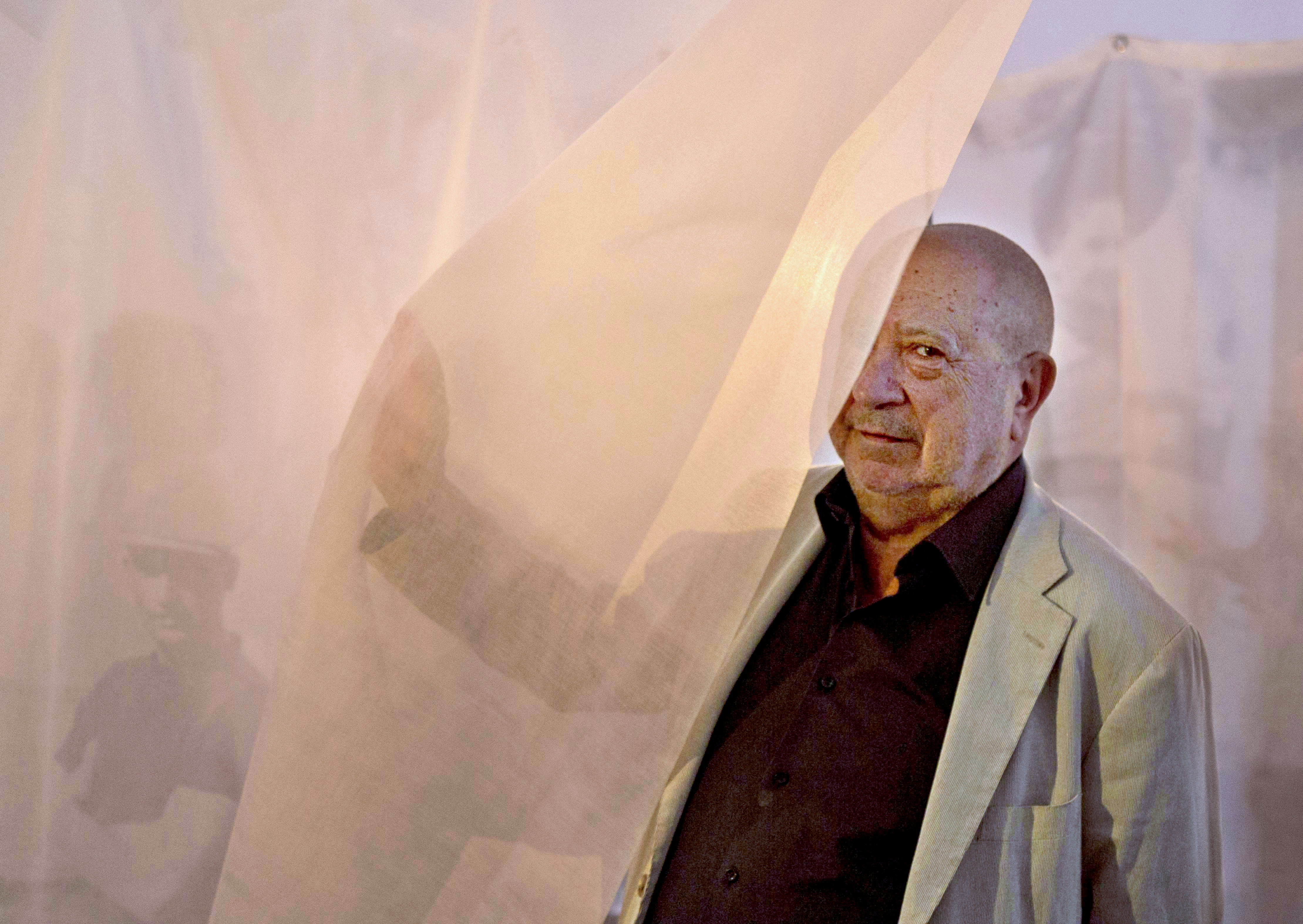
Christian Boltanski, 2015.